# Conservatorio Luca Marenzio
Il Conservatorio Luca Marenzio è un istituto superiore di studi musicali fondato a Brescia nel 1864.
Il Conservatorio ha due sedi, una a Brescia e una a Darfo Boario Terme.

## Storia

### Sede di Brescia

Ala del conservatorio su via Gezio Calini

Il Conservatorio fu fondato da una società privata nel 1864 come Istituto musicale pareggiato, il primo a garantire "l'istruzione gratuita del popolo" in ambito musicale nella città. Nel 1868 diventò Istituto Filarmonico - poi Istituto Civico - intitolato al mecenate Carlo Antonio Venturi, docente di Scienze naturali appassionato di musica e collezionista di violini. L'Istituto "Venturi" fu parte integrante attiva della storia locale, tale sviluppo è documentato dall'incremento costante del numero degli studenti e dall'aumento dell'offerta formativa: nel 1895 fu istituita la prima cattedra di Pianoforte, mentre nel 1947 fu istituita quella di Composizione.
L'Istituto Venturi divenne conservatorio statale (Legge n. 663) nel 1971. Nel medesimo anno, sempre con la Legge n. 663, fu inaugurata la Scuola media interna, già attiva dall'anno scolastico 1966/67, unitamente all'Istituto musicale pareggiato. L'organico previsto dal suddetto provvedimento era di quindici cattedre, oltre al direttore e tredici posti per il personale amministrativo.
Nel 1993 il Conservatorio è stato intitolato a Luca Marenzio.
Nel 1999 con la Legge n. 508 avvenne la trasformazione in Istituto di alta formazione artistica, musicale e coreutica (AFAM), grazie alla quale gli insegnamenti del Marenzio sono riconosciuti a livello universitario.

### Distaccamento a palazzo Bargnani
Da parte della provincia di Brescia e delle autorità competenti, nel corso del 2021 e del 2022, è stata valutata la riqualificazione dell'intera porzione sud di palazzo Martinengo Colleoni di Pianezza, con l'intento di renderlo un distaccamento dello stesso conservatorio: il palazzo settecentesco cittadino, così facendo, arriverebbe ad ospitare aule studio, un auditorium per concerti e prove d'orchestra, oltre che una galleria espositiva di strumenti antichi.

### Sede di Darfo
La sede del conservatorio di Darfo fu fondata nel 1978 nell’ex Convento Queriniano, così denominato perché voluto dal Cardinale Angelo Maria Querini, vescovo di Brescia. Il convento fu edificato tra il 1721 e il 1729 per l'Ordine della Visitazione di Santa Maria. Per quasi un secolo, molte famiglie della Valle Camonica e oltre vi mandavano le proprie figlie affinché fossero istruite. Le Salesiane, infatti, vi tenevano un convitto con scuole interne di lettere, di musica, di lavoro femminile. Dopo il periodo rivoluzionario del 1797 e la devastazione napoleonica del 1810, il convento fu riaperto nel 1837 per le Figlie del Sacro Cuore. L'edificio, comprendente circa duecentosessanta locali, divenne di proprietà comunale nel 1975 ed in seguito fu gradualmente ristrutturato.

## Struttura
L'ente è strutturato nei seguenti dipartimenti:
- Canto e teatro musicale
- Composizione e direzione
- Didattica della musica
- Musica antica
- Musica contemporanea
- Musica d'insieme
- Nuove tecnologie e linguaggi musicali
- Strumenti ad arco e a corda
- Strumenti a fiato
- Strumenti a tastiera e percussione
- Teoria, analisi e storia della musica

### Sede di Brescia
Il Conservatorio Statale Luca Marenzio ha la propria sede nel centro della città, in piazza Arturo Benedetti Michelangeli, accanto all'Auditorium San Barnaba. Esso occupa in parte un antico convento agostiniano, per un'altra parte un palazzo ottocentesco, opera dell’architetto Donegani. Parte del convento erano i due chiostri e il portico tuttora componenti la struttura del Marenzio. 
Il Conservatorio è dotato di ampi spazi di rappresentanza e quarantotto aule per lo studio individuale e per le esercitazioni di musica d'insieme, conferenze, laboratori, saggi e concerti.
Auditorium San Barnaba
Adiacente all'Istituto, l'Auditorium San Barnaba è di proprietà comunale, ma una convenzione ne consente l'utilizzo da parte del Conservatorio per gli eventi di maggior importanza e a grande affluenza di pubblico. L'Auditorium può ospitare sino a quattrocento persone.
Aula Gioacchino Rossini
Si tratta dell'ampia aula dedicata allo studio delle materie non strumentali. L'aula Rossini si presenta come una piccola galleria organologica, dal momento che vi sono esposti esemplari di strumenti del secolo scorso, tra cui un'arpa Erard modello gotico.
Sala Bazzini
La Sala Bazzini, così chiamata in onore del violinista Antonio Bazzini, è un auditorium di modeste dimensioni dotato di un grande organo Franz Zanin e un pianoforte Steinway Gran Coda.
Sala Marcello
Situata nella parte bassa dell'antica torretta che affianca l'ex chiesa di San Barnaba, divenuto auditorium, la Sala Marcello è dotata del terzo organo a canne dell'Istituto.
Salone Pietro da Cemmo
Aula Magna del Conservatorio, il Salone Da Cemmo è il cuore artistico dell'istituto per la sua bellezza e perfezione acustica, grazie alle proporzioni armoniche e al soffitto in legno. Esso era un tempo la libreria del convento dei monaci Agostiniani di Lombardia, ordine qui insediatosi nel 1456. Il Salone trae il proprio nome da Giovanni Pietro da Cemmo, autore dello splendido ciclo di affreschi, concluso nel 1490, che orna le pareti della sala.
Il Salone Pietro da Cemmo ospita i principali concerti ed eventi dell'istituto, oltre alle prove degli ensembles musicali più ampi, tra cui orchestre, estesi gruppi cameristici e cori. Il Salone Da Cemmo è dotato di due pianoforti a coda.

### Sede di Darfo
La sede di Darfo è fornita di diciassette aule studio con postazioni multimediali e un auditorium con cento posti a sedere, dotato di organo a canne, adibito all'attività concertistica e didattica del Conservatorio.

### Biblioteca
La biblioteca del Conservatorio vanta 26.000 volumi nel settore didattico, affiancati da circa 600 dischi in vinile, 200 CD e 20 testate di periodici musicali. Dal 2009 la biblioteca è entrata a far parte della rete SBN grazie ad una convenzione con la Regione Lombardia. Al fondo moderno si aggiunge un fondo antico che comprende manoscritti e stampe, tra cui l'Estro poetico-armonico di Benedetto Marcello (1724), il Miserere e l'Orfeo di Ferdinando Bertoni, rare edizioni Artaria di Clementi, Haydn e Mozart. Quanto ai manoscritti, sono conservati importanti melodrammi, oratori e cantate di Galuppi, Hasse, Leo, Marcello, e opere clavicembalistiche di Turrini e autografi di Pietro Gnocchi. La biblioteca edita due collane: Collana di musiche inedite e Collana di Saggi musicali.

## Presidenti
- Antonio Valotti (1864-)
- Patrizia Vastapane (2010-2016)
- Laura Salvatore Nocivelli[6][7] (2016-2019)
- Giammatteo Rizzonelli[8][9] (dal 2019)

## Direttori
- Giovanni Consolini (1866-1872)
- Romano Romanini (1872-1934)
- Mario Ruminelli (1935-1942)
- Isidoro Capitanio (1942-1944)
- Luigi Manenti (1946-1966)
- Felice Luscia (1967)
- Alessandro Cicognini (1971-)
- Giulio Tonelli (1976-1979)
- Giancarlo Facchinetti (1979-1981)
- Franco Maria Mariatti (1981-1982)
- Primo Beraldo (1982-)
- Sandro Perotti (1997-)
- Carlo Balzaretti (2008-2012)
- Ruggero Ruocco (2012-2018)
- Alberto Baldrighi[8] (2018-2024)
- Massimo Cotroneo (dal 2024)